# Красна Поляна (Курманський район)
Кра́сна Поля́на (до 1948 року — Кара́-Чакма́к; крим. Qara Çaqmaq) — село Курманського району Автономної Республіки Крим.
Відстань до райцентру становить понад 15 км і проходить автошляхом місцевого значення.
У 2023 році у проєкті Постанови Верховної Ради України «Про перейменування деяких населених пунктів Автономної Республіки Крим» село запропоновано перейменувати на Кара-Чакмак.